# Григорій II Болгарин
Григо́рій ІІ  (нар. ?- пом.  зима 1472/73, Новгородок, суч. Новогрудок, Білорусь) — Митрополит Київський, Галицький та всієї Руси (1458-1473).
Григорій II за походженням був болгарин. У Москву прибув 1435 року в сані протодиякона. 1444 року переїхав у Рим, де проживав до 1452 року. Потім прибув до Константинополя і був призначений ігуменом монастиря на честь святого Димитрія. 
Після Флорентійської унії Московська православна Церква не визнала її. У 1448 році Собор московських єпископів,  «по повеленію государя», без погодження з Константинопольським патріархом, поставив на митрополита Київського Іону. Ця подія вважається початком окремішності Московської церкви. 
У Києві Флорентійську унію сприйняли негативно і митрополит Ісидор пробув митрополитом Київським до 1458 року. 
15 жовтня 1458 року Константинопольський патріарх Григорій III (Мамма), який був в Римі у вигнанні унійним Константинопольським патріархом,  провів реорганізацію Київської митрополії. А новому митрополиту Григорію ІІ, патріарх надав новий титул – Митрополит Київський, Галицький та всієї Руси. Цей титул глави православної Київської митрополії носили до приєднання Київської церкви до московського патріархату 1686 року, а греко-католицькі Київські митрополити - до 1806 року. 
На поставленні Григорія ІІ наполягав пап Калікст III, і року його наступник Пій II видав ствердну грамоту 11 вересня 1458. Разом з митр. Григорієм папа висилав до короля Казимира IV свого особистого посланця лятеранського графа Миколая Цаґупіті. Папа думав, що знову можуть виникнути труднощі з поставленням Флорентійського митрополита в Києві, й тому папський посол мав ужити всіх дипломатичних засобів, щоб Григорія ввести спокійно на його митрополичий престіл.
Проти поділу активно виступив великий князь московський. Він засилав до єпископів посланців з просьбами та погрозами, але нічого не добився. У зв’язку з цим митрополит Іона наприкінці 1459 року скликав у Москві Собор московських єпископів, який підтвердив, що «відбувся поділ Ближніх Церков Московської й Київської, який наносить шкоду усьому Православ'ю». Учасники Собору вирішили бути «невідступними від Святої Церкви Московської». 
Митрополит Іона, який помер у 1461 році, був останнім митрополитом у Москві, що певний час контролював єпархії на теренах Польсько-Литовської держави. Новий митрополит Феодосій, поставлений, як і його попередник Йона, без дозволу й благословення Константинопольського патріарха, жодної влади над піденно-західними єпархіями Київської митрополії вже не мав. 
Не зрікаючись Флорентійської унії, Митрополит Григорій ІІ отримав підтвердження своїх митрополичих прав (1467) Патріархом Константинопольським Діонісієм I. У своій грамоті патріарх охарактеризував Йону та його наступників як розкольників, визнаючи таким чином законність Ісидора та його наступника Григорія, попри те, що вони дотримувалися унії. 
Помер наприкінці 1472 чи на початку 1473 року в Новгородку.